# Hugo Paul
 (janvier 2019).
Si vous disposez d'ouvrages ou d'articles de référence ou si vous connaissez des sites web de qualité traitant du thème abordé ici, merci de compléter l'article en donnant les références utiles à sa vérifiabilité et en les liant à la section « Notes et références ».
Hugo Paul (né le 28 octobre 1905 à Hagen et décédé le 12 octobre 1962 à Berlin) était une personnalité politique allemande membre du Parti communiste.

## Biographie
Après avoir terminé l'école primaire, Hugo Paul a terminé un apprentissage d'outilleur. Appartenant au Parti communiste (KPD) depuis sa jeunesse, il a d'abord dirigé la Jeunesse communiste à Remscheid et représenté son parti au Reichstag en 1932.
En 1933, Hugo Paul est devenu chef du district de la section, illégale, de la Ruhr du KPD et, peu après le début de l'ère nazie, instructeur illégal des sous-districts de Düsseldorf et Munich-Gladbach. Il est arrêté en juin 1934 et condamné à deux ans et demi de prison par le Tribunal du peuple en novembre. Après avoir purgé sa peine à la prison de Lüttringhausen, il est interné dans le camp de concentration de Sachsenhausen de 1936 à avril 1939. En janvier 1943, il est à nouveau arrêté par la Gestapo pour haute trahison et est cette fois condamné par le Tribunal du peuple à six ans de prison. Il est incarcéré à la prison de Wuppertal d'août 1943 à août 1944 et à celle de Butzbach de septembre 1944 à avril 1945. Il n'est libéré qu'à la fin de la guerre.
Hugo Paul est Ministre de la reconstruction en Rhénanie-du-Nord-Westphalie du 29 août 1946 au 5 avril 1948. Du 2 octobre 1946 au 17 juin 1950, il est membre du Landtag de Rhénanie-du-Nord-Westphalie et de décembre 1946 à avril 1947, il y est vice-président du groupe parlementaire du KPD. En 1947 et 1948, il est également membre du Conseil consultatif de zone pour la zone d'occupation britannique. Il est membre du Conseil parlementaire jusqu'au 6 octobre 1948 et membre du Bundestag allemand au cours de sa première législature (1949-1953).
En 1948 et 1949, Hugo Paul est président du KPD en Rhénanie du Nord-Westphalie. Lors d'une réunion conjointe du Comité exécutif du Parti et du Secrétariat d'Etat les 7 et 8 décembre 1949, il est mis en congé parce qu'il avait dissimulé les "relations titistes" du rédacteur en chef du journal Freies Volk. Début février 1950, il est démis de ses fonctions de président. Son successeur est Josef Ledwohn.
En novembre 1951, le gouvernement fédéral dépose une plainte pénale contre lui et il s'enfuit en Union soviétique. En 1953, à l'instigation de la Cour fédérale de justice, il est arrêté pour une courte période sous l'accusation de trahison et de mise en danger de l'Etat. Plus tard, il déménage en RDA.
Hugo Paul était marié à Luise Klesper (1912-1998), qui appartenait également au KPD.

## Sources
- (de) Cet article est partiellement ou en totalité issu de l’article de Wikipédia en allemand intitulé « Hugo Paul (Politiker, 1905) » (voir la liste des auteurs).